# Ludwig Rösch

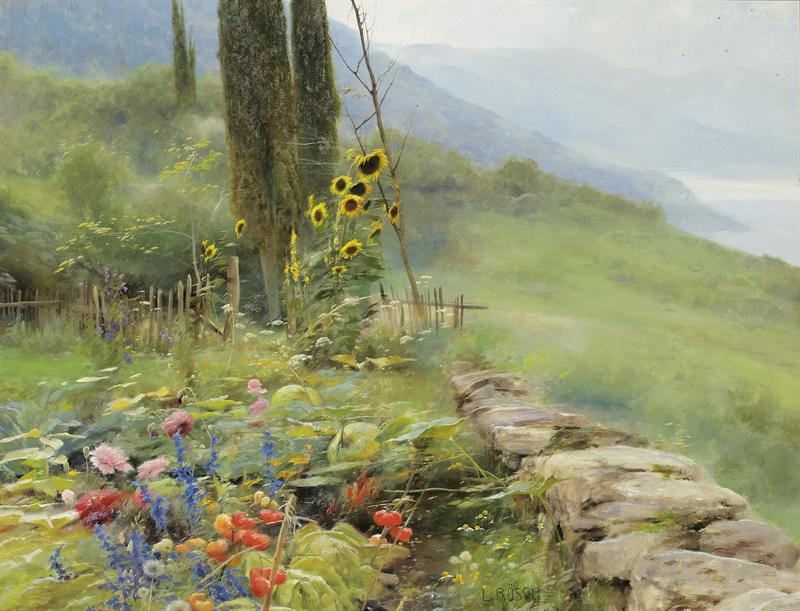
Sommer am Gardasee

Ludwig Rösch (* 10. Januar 1865 in Wien; † 30. März 1936 ebenda) war ein österreichischer Landschaftsmaler und Lithograph.
Geboren als Sohn des Stillleben- und Dekorationsmalers Matthias Rösch (1830–1908).
Rösch studierte zunächst an der Kunstgewerbeschule Wien und von 1882 bis 1887 an der Akademie der bildenden Künste Wien bei Christian Griepenkerl und Eduard Peithner von Lichtenfels.
Rösch lebte von 1887 bis 1894 in England, Frankreich und Spanien, von 1898 bis 1907 in der Schweiz, danach wohnte er ständig in Wien. Von 1907 bis 1925 war er Mitglied der Wiener Secession, ab 1926 des Dürerbundes. Als Mitglied der Wiener Secession stellte er seine Werke auf vielen Kunstausstellungen aus.
Rösch wurde mit der Goldenen Füger-Medaille, der Goldenen Medaille des Albrecht Dürer-Bundes, dem Preis der Stadt Wien (1927) und dem Österreichischen Staatspreis (1928) ausgezeichnet.
Neben der Malerei und Zeichnung, auch in Kohle, Tempera und Aquarell, beschäftigte sich Rösch mit der Lithografie.